# Guido D’Albo
Guido D' Albo (Buenos Aires, Argentina; 10 de diciembre de 1954) es un actor de cine, teatro y televisión y locutor argentino.

## Carrera
Estudió actuación con Miguel Ligero, Lito Cruz, Augusto Fernandes y  María Esther Fernández. Su preparación para la comedia musical incluyó hacerlo en baile con Susana D´Este (Clásico), María Amuchástegui (Tap), Rita Caride (moderno) y canto con Rodolfo Valss y Marikena Monti (previo trabajo en el estudio de Susana Naidich).  
Primer actor de reparto, se inició en la televisión a comienzos de la década de 1980. A lo largo de sus más de tres décadas como artista, trabajó en decenas de ficciones, unitarios, programas y ciclos como Alta comedia, Poliladron, Sheik, No todo es noticia, Una de amor, Sobrevivir con humor,  Cuentos para ver, Amigovios, Gasoleros, Muñeca brava, Los simuladores, Mujeres asesinas, Culpable de este amor, Se dice amor, Botineras, Sres Papis, y en Los suplentes (serie Web y de cable) entre muchos otros. Participó en más de 50 comerciales, en roles protagónicos y secundarios en el país y en el exterior
En cine intervino en unas dieciséis películas argentinas. Trabajó con directores de la talla de Eliseo Subiela, Fabián Bielinsky, Pablo Fendrik,  Santiago Fernández Calvete, Sandra Gugliotta y Miguel Cohan. Actuó en películas como Casi no nos dimos cuenta (1982), El aura (2005), El exilio de San Martín (2005), La sangre brota (2008), Betibú (2014), Arrebato (2014) y Crímenes imposibles (2019).
También trabajó como actor de doblajes (el último Bruno Ganz en Heidi), poniendo voz original en dibujos animados y documentales. Estuvo diez años en Las dos carátulas, en Radio Nacional. Es conocido por sus trabajos en Dante's Inferno: An Animated Epic y Power Rangers: Furia Animal.
Para The Owl House, presta su voz al Director Bump en el doblaje latino. Además colabora en "Eclécticamente Arte", por Radio Zónica.
En teatro compartió escenario con primeras figuras como Pedro Quartucci. Trabajó bajo la manga de  directores argentinos como Antonio Caride, Hugo Moser, José María Paolantonio, Santiago Doria, Marcelo Bertuccio, Rubén Pires,Iris Pedrazzoli, Norberto Gonzalo y Arístides Vargas, entre otros. Participó en obras como 'Luisa Fernanda, La mujer del año, A propósito del tiempo, La jaula de las locas, Y yo ¿Dónde duermo?, Los indios estaban cabreros, El Diván, Los enfermos, Gorostiza x 2, Me moriré supongo, Luisa Fernanda, La viuda alegre, Sueños de estrellas, Ya no hay tranvías en el desierto de Texas[cita requerida] y Doña Flor y sus dos maridos.

## Filmografía
- 2021: La chica más rara del mundo
- 2019: Crímenes imposibles
- 2014: Arrebato
- 2014: Betibú
- 2013: Cuchipanderos
- 2012: La segunda muerte (el calor de los muertos)
- 2010: El infierno de Dante
- 2008: La sangre brota
- 2006: El cobrador
- 2005: El exilio de San Martín
- 2005: El aura
- 2005: Morir en San Hilario
- 2003: Un hijo genial
- 2002: Qué risa la muerte
- 2002: Antigua vida mía
- 2001: Todo por perder
- 1982: Casi no nos dimos cuenta

### Televisión
| Año       | Título                        | Rol             | Canal                      | Notas                                                |
| --------- | ----------------------------- | --------------- | -------------------------- | ---------------------------------------------------- |
| 2017      | Golpe al corazón              |                 | Telefé                     |                                                      |
| 2016      | Las palomas y las bombas      | General Lucero  | TV Pública                 |                                                      |
| 2014      | Sres Papis                    | Tabarini        | Telefé                     |                                                      |
| 2011      | Orgánico                      |                 | TV Pública                 |                                                      |
| 2011      | Sr y Sra Camas                |                 | TV Pública                 |                                                      |
| 2011      | El pacto                      |                 | Canal 13                   |                                                      |
| 2010      | Caín y Abel                   |                 | Telefé                     |                                                      |
| 2010      | Secretos de amor              |                 | Telefé                     |                                                      |
| 2009      | Niní                          | Juez            | Telefé                     |                                                      |
| 2009      | Botineras                     | Miller          | Telefé                     |                                                      |
| 2008      | Donne assassine               |                 | Fox International Channels |                                                      |
| 2008      | Los exitosos Pells            |                 | Telefé                     |                                                      |
| 2008      | B&B                           | Mauricio        | Telefé                     |                                                      |
| 2007      | Lalola                        |                 | Telefé                     |                                                      |
| 2007      | La ley del amor               | Vidal Molina    | Telefé                     |                                                      |
| 2006      | Alma pirata                   |                 | Telefé                     |                                                      |
| 2006      | Hermanos y detectives         |                 | Telefé                     |                                                      |
| 2005      | Sin código                    | Honorio Alcorta | Canal 13                   |                                                      |
| 2005      | Una familia especial          | Marte           | Canal 13                   |                                                      |
| 2005      | Mujeres asesinas              |                 | Canal 13                   | Episodio Ana María Gómez Tejerina, asesina obstinada |
| 2005      | Amor mío                      |                 | Telefé                     |                                                      |
| 2005      | Se dice amor                  |                 | Telefé                     |                                                      |
| 2004      | Culpable de este amor         | Celso           | Telefé                     | Villano secundario                                   |
| 2003      | Disputas                      | Enrique         | Canal 13                   |                                                      |
| 2003      | Tres padre solteros           |                 | Telefé                     |                                                      |
| 2003      | Durmiendo con mi jefe         |                 | Canal 13                   |                                                      |
| 2003      | Rincón de luz                 |                 | Telefé                     |                                                      |
| 2003      | Resistiré                     |                 | Telefé                     |                                                      |
| 2002      | Los simuladores               |                 | Telefé                     |                                                      |
| 2002      | Rebelde Way                   |                 | Telefé                     |                                                      |
| 2001      | Provócame                     |                 | telefé                     |                                                      |
| 2001      | Un cortado, historias de café |                 | TV Pública                 |                                                      |
| 2000      | Chiquititas                   |                 | Telefé                     |                                                      |
| 2000      | Primicias                     |                 | Canal 13                   |                                                      |
| 1999      | Campeones de la vida          | Álvarez         | Canal 13                   | Participación especial                               |
| 1999      | Muñeca brava                  | Dr. Mazzeo      | Telefé                     | Participación especial                               |
| 1997      | La mujer del presidente       |                 | Telefé                     |                                                      |
| 1997      | Gasoleros                     |                 | Canal 13                   |                                                      |
| 1997      | Carola Casini                 |                 | Canal 13                   |                                                      |
| 1997      | Verdad consecuencia           |                 | Canal 13                   |                                                      |
| 1996      | El último verano              |                 | Canal 13                   |                                                      |
| 1996      | De poeta y de loco            |                 | Canal 13                   |                                                      |
| 1995      | Sheik                         |                 | Canal 11                   |                                                      |
| 1995      | Poliladron                    |                 | Canal 13                   |                                                      |
| 1995      | Amigovios                     |                 | Canal 13                   | Actor de reparto                                     |
| 1994      | Aprender a volar              | Doctor          | Canal 13                   | papel de reparto                                     |
| 1993      | Gerente de familia            |                 | Canal 13                   |                                                      |
| 1992      | Corazones de fuego            |                 | ATC                        |                                                      |
| 1989      | Éramos tan jóvenes            |                 | Canal 13                   |                                                      |
| 1988      | Los Requetepillos             |                 | Canal 13                   |                                                      |
| 1988/1990 | Alta comedia                  |                 | Canal 9                    | Actor de reparto                                     |
| 1985      | Extraños y amantes            |                 | ATC                        | Actor de reparto                                     |
| 1981      | Comedias para vivir           |                 | Canal 11                   |                                                      |

## Teatro
- Solamente una vez, una vez nada más
- Luisa Fernanda
- La viuda alegre
- Amor sin barreras
- Sueños de estrellas
- Vamos a votar
- Doña Flor y sus dos maridos
- La mujer del año
- Frutillitas
- Las tortugas ninjas
- Jevel Katz
- La jaula de las locas
- Y yo ¿Dónde duermo?
- Shakestamo
- Las tortugas ninja
- El campo
- Los indios estaban cabreros
- Monogamia
- El Diván
- Herr Klement
- Los enfermos
- La sonrisa del ganador
- El llamado
- Gorostiza x 2
- Me moriré supongo
- Tres personajes a la pesca de un autor
- El arte de la guerra
- Pony
- Jacinta en el umbral